# Крвави Божић (1963)
Крвави Божић (тур.:Kanlı Noel)) је израз који се углавном, али не искључиво, користи у историографији кипарских Турака и Турака, а односи се на избијање међузаједничког насиља између кипарских Грка и кипарских Турака током кипарске кризе 1963–64. у ноћи између 20. и 21. децембра 1963. а односи се и на каснији период насиља широм острва које је довело до грађанског рата. Број погинулих у целом сукобу између децембра и августа износи 364 кипарских Турака и 174 кипарских Грка; од којих је 136 кипарских Турака и 30 кипарских Грка убијено у почетном периоду између 21. децембра и 1. јануара. Отприлике 25.000 кипарских Турака из 104 села, што чини четвртину становништва кипарских Турака, напустило је своја села и расељено у енклаве. Хиљаде кућа кипарских Турака које су заостале су опљачкане или потпуно уништене. Око 1.200 кипарских Јермена и 500 кипарских Грка такође је расељено. Ова почетна епизода насиља трајала је до 31. децембра и донекле је ублажена почетком мировних преговора на Лондонској конференцији, али су изливи насиља настављени и након тога. Насиље је убрзало крај представљања кипарских Турака у Републици Кипар.

## Историја
Република Кипар је успостављена као заједничка унитарна држава 1960. Ниједна од две заједнице није била задовољна овом ситуацијом јер су кипарски Грци сматрали да је њихово право да уједине Кипар са Грчком (енозис), док су кипарски Турци тежили подели (таксим; циљ кипарских Турака који су подржавали поделу острва Кипар на турски и грчки део). После две релативно мирне године, у новембру 1963. тензије су нагло порасле када је председник и архиепископ Макариос III предложио 13 уставних промена које су кипарски Турци дочекали с гневом.
Инцидент који је изазвао догађаје Крвавог Божића догодио се у раним сатима 21. децембра 1963. Полиција кипарских Грка која је деловала унутар старих венецијанских зидина Никозије захтевала је да види идентификациона документа неких кипарских Турака који су се враћали кући таксијем. Ове кипарске Турке је у таксију возио таксиста Зеки Халил и они су били око улице Хермес на путу за Тахт-ел Кале (кварт у Никозији). Када су полицајци покушали да претресу жене у аутомобилу, Халил се успротивио и уследила је расправа. Убрзо се окупила маса и зачули су се пуцњи. Након тога, полиција је позвала појачање са Пафос капије; и Џемалије Емирали, бивша љубавница Зекија Халила, која се на сличан начин враћала из ноћног провода, видела је инцидент и умешала се. Један од полицајаца који је био позван у склопу појачања извадио је пиштољ и пуцао у Зекија Халила и Џемалију Емиралију. До зоре су убијена двоје припадника кипарских Турака, а рањено је осморо, и кипарских Грка и кипарских Турака.
Након пуцњаве, гомиле кипарских Турака окупиле су се у северном делу Никозије, често предвођене Турском организацијом отпора (ТМТ). Дана 22. децембра, сахране двоје убијених кипарских Турака одржане су без инцидената. Међутим, 22. децембра увече је избила пуцњава. Аутомобили пуни наоружаних кипарских Грка лутали су улицама Никозије и пуцали около а кипарски Турци су пуцали на патролирајуће полицијске аутомобиле. Снајперисти кипарских Турака пуцали су са минарета и крова хотела Сарај на тргу Сарајону. Пуцњава се проширила на предграђе и на Ларнаку. Администрација кипарских Грка прекинула је телефонске и телеграфске линије ка четвртима кипарских Турака у граду Никозији и полиција је преузела контролу над међународним аеродромом у Никозији. Активиране су грчке паравојне групе предвођене Никосом Сампсоном и Васосом Лисаридом. Макариос III и руководство кипарских Турака договорили су прекид ватре 23. децембра. Међутим, борбе су настављене и интензивиране у Никозији и Ларнаки. Из џамија у областима насељеним Турцима пуцано је из митраљеза. Касније, 23. децембра, нерегуларни припадници кипарских Грка на челу са Сампсоном починили су масакр у делу града Никозије зван Оморфити: напали су убијајући кипарске Турке, укључујући жене и децу, „очигледно неселективно“. Становници кипарских Турака у тој четврти су протерани из својих домова.
Један број џамија, светилишта и других богомоља кипарских Турака је оскрнављен. Нерегуларне снаге кипарских Грка напале су кипарске Турке у мешовитим селима Матијатис 23. децембра и Ајос Василиос 24. децембра. Целокупна популација кипарских Турака Матијатис, 208 људи, побегла је у оближња села кипарских Турака.
Хари Скот Гибонс, тадашњи извештач са Кипра, пријавио је убиство 21 припадника кипарских Турака из Опште болнице у Никозији на Бадње вече. Ово се узима као чињеница у наративу кипарских Турака, али је спорно у наративу кипарских Грка. Истрага о инциденту коју је спровео "веома поуздан" извор кипарских Грка открио је да су три кипарска Турка умрла, од којих је један преминуо од срчаног удара, а друга двојица је упуцао "психопата".
Владе Турске, Грчке и Уједињеног Краљевства упутиле су заједнички позив на прекид сукоба 24. децембра. Даљи сукоби су се десили на путу који повезује Никозију са Керинејом кроз планине Киреније. Овај пут је пао под контролу кипарских Турака и 26. децембра је био под интензиван нападом са севера, а снагама кипарских Грка командовао је грчки официр са копна. Снаге кипарских Турака, углавном из села Агирда, успеле су да задрже контролу над пролазом, а један турски Кипранин је убијен.
Док је Кипар западао у хаос, Грчка, Турска и Британија су, уз Макариосово одобрење, створиле Заједничке снаге примирја под командом генерала Питера Јанга, чији је циљ био одржавање, односно поновно успостављање закона, реда и мира на Кипру. Конференција која је одржана у Лондону у јануару међу протагонистима догађаја, пропала је због максималистичких позиција руководства кипарских Грка и Турака.
Снаге грчких Кипрана напале су село турских Кипрана Ајос Василиос 24. децембра. Ту је 12. јануара 1964. године ексхумирана масовна гробница у присуству страних извештача, официра британске војске и званичника Међународног црвеног крста. У овој гробници пронађена су тела 21 турских Кипрана. Одређени број жртава у масовној гробници показао је трагове мучења, а посматрачи су приметили да је изгледало да су упуцани везаних руку и ногу. Као мотиви за овај напад кипарских Грка изнети су различити разлози. Тадашње руководство кипарских Грка било је посебно опрезно према становницима села Ајос Василиос и оближње Скилоуре који су блокирали пут од Никозије до Миртуа, што би представљало стратешки недостатак да је турска војска у то време извршила инвазију са северне обале. Можда је постојао и елемент освете као одговор на претходна убиства кипарских Грка у локалној области.
Истражни комитет предвођен независним британским истражитељима је тада повезао инцидент са наводним нестанком пацијената кипарских Турака у Општој болници у Никозији, али је тек деценијама касније утврђено да су многа тела убијена на другом месту, похрањена у болници а затим сахрањена у Ајос Василију. Међутим, неколико становника села је такође било међу онима који су убили кипарски Грци. Ексхумирана тела су власти кипарских Турака сахраниле у двориште Мевлевијске текије у Никозији. Тела је 2010-их ексхумирао Комитет за нестала лица, а осам мештана Ајос Василиоса је идентификовано и сахрањено појединачно.

## Наслеђе и историографија
Република Кипар наводи да је између 21. децембра 1963. и 10. августа 1964. године убијен 191 турски Кипранин, а 173 су нестала, за које се претпоставља да су убијена, док су кипарски Грци имали 133 убијених и 41 несталог, за које се претпоставља да су убијени. Укупно, 364 кипарских Турака и 174 кипарских Грка убијено је у сукобу 1963–64. године. Око 25.000 кипарских Турака из 104 различита села напустило је своје домове. Они су се састојали од 72 мешовита и 24 села кипарских Турака која су потпуно евакуисана и 8 мешовитих села која су делимично евакуисана. Расељеност је износила четвртину становништва кипарских Турака. Отприлике 1.200 кипарских Јермена и 500 кипарских Грка је такође расељено.
Догађаји Крвавог Божића нагло су довели до краја договора о подели власти у влади Кипра, остављајући полицију и државну службу да дефакто постану организације кипарских Грка. То је углавном зато што су се кипарски Турци осећали превише несигурно да напусте своја локална подручја и оду на посао у места са већинским кипарским Грцима, посебно због убистава из освете изазваних анти-турским емисијама кипарских Турака на радију на грчком језику. Ово је такође подстакло послодавце кипарских Грка да отпуштају своје запослене кипарске Турке, док су неки кипарски Турци дали оставке на своје позиције по сопственој вољи.
Кипарски Грци су опљачкали, оштетили, спалили или уништили већину имовине коју су напустили кипарски Турци. Извештај Уједињених нација из 1964. који је користио фотографије из ваздуха утврдио је да је уништено најмање 977 домова кипарских Турака и да је 2.000 домова кипарских Турака претрпело озбиљну штету и претресе. Извештај генералног секретара УН од 10. септембра 1964. наводи да је број уништених кућа 527, а опљачканих 2.000. То укључује 50 потпуно уништених и 240 делимично уништених кућа у Оморфити и околним предграђима, и 38 потпуно и 122 делимично уништене куће и продавнице у граду Пафосу.
Опште је прихваћено са обе стране острва да овај догађај очигледно није повод за славље, што је мање важно по асоцијацији на питање међузаједничког насиља и до чега је то довело, а више по сопственом низу трагичних догађаја. Такође се често сматра да доприноси размишљањима да је острво Кипар још увек подељено више од 50 година касније, што је стални подсетник обема странама да од тада готово да није било заједничког заједничког достигнућа, те га стога многи виде као време за размишљање и покушај проналажења решења за будуће генерације. Кипарски Турци сваке године, и званично, обележавају 1963. као Крвави Божић 21. децембра, као колективну трагедију, за коју кипарски Грци немају званичну комеморацију. Кипарски Турци обележавају годишњицу као „седмицу сећања“ и „мученичке“ борбе 1963–1974. године, а прати је Дан независности ТРСК, који је 15. новембра и обележен је протестима на југу.
Има оних са обе стране који на ове комеморације или њихов недостатак гледају као на спорна питања током мировних преговора на Кипру. Често је случај да је неколико јавних гестова званичника кипарских Турака и кипарских Грка који сигнализирају могуће поновно уједињење често у супротности са овим елементима који имају ефекат јачања менталитета сукоба.
Након кризе, званична историографија кипарских Грка и грчка тврдила је да је избијање насиља резултат „турске побуне“ (грчки: Τουρκανταρσια) против законите владе Републике Кипар. Званични пропагандни радови грчких Кипрана у то време су истакли оно што су тврдили да су „варварске“ акције кипарских Турака и „херојске“ акције кипарских Грка против њих. Овај приступ је илустрован на првом састанку искључиво Представничког дома кипарских Грка након сукоба, 9. марта 1964. године. Током сукоба, непријатељство међу становништвом кипарских Грка је такође било подстакнуто радио емисијама које су описивале сукоб као побуну кипарских Турака са намером да се изазове турска инвазија на острво. Популаран назив овог догађаја међу кипарским Грцима гласи „Невоље“ (грчки: φασαριες). Нијази Кузуруљек истиче „расистички“ језик ових пропагандних дела и наводи да је измишљени наратив постао уобичајена перцепција целокупне елите кипарских Грка тог времена. Антрополог Олга Деметриоу је описала званични дискурс кипарских Грка у вези са догађајима Крвавог Божића као онај који „у извесном смислу одговара стратегијама порицања које се, на пример, иако у грубљем облику, ослањају на битку код Вана 1915. да би представиле Јермене као агресоре против Турака и негирају геноцид.“ Према Олги, ово се и данас одражава у уџбеницима историје кипарских Грка и има за последицу представљање кипарских Грка као жртава агресије кипарских Турака, иако су већина жртава били кипарски Турци. Према Јанису Пападакису, школски уџбеници кипарских Грка описују шездесете године као „период агресије 'Турака' (Турске и кипарских Турака) против 'Грка'", иако су кипарски Турци претрпјели теже губитке у сукобу. Република Кипар је ово користила да легитимише кршење људских права кипарских Турака, суспензију њихових политичких права и до 2003. године, искључи кипарске Турке из предмета несталих људи од стране Републике Кипар. Године 2004. председник кипарских Грка Тасос Пападопулос рекао је у интервјуу да ниједан турски Кипранин није убијен између 1963. и 1974. Реакција на ову тврдњу појавила се у медијима кипарских Грка и кипарских Турака а неки медији кипарских Грка назвали су Пападопулосову тврдњу очигледном лажи.
Олга Деметриоу тврди да употреба термина „турска побуна“ за описивање догађаја из 1963–64. доприноси наративу кипарских Грка да је кипарски конфликт започео 1974. године, према којем су кипарски Грци и кипарски Јермени расељени 1963– 64 нису класификовани као „избеглице” већ као „побијени од стране Турака”.